# Гибсон, Бен
Бен Ги́бсон (англ. Benjamin James Gibson; 15 января 1993, Нанторп, Мидлсбро, Северный Йоркшир) — английский футболист, защитник английского клуба «Сток Сити».

## Клубная карьера

### «Мидлсбро»
Бен — воспитанник молодёжной академии «Мидлсбро» и бывший капитан команды до 18 лет.
25 апреля 2011 года он дебютировал в первой команде «Мидлсбро» в матче против «Ковентри Сити», заменив на 41-й минуте получившего травму Эндрю Дэвиса.
2 августа 2011 года Бен был отправлен в аренду в клуб Лиги Два «Плимут Аргайл». 6 августа защитник дебютировал за «пилигримов» в матче против «Шрусбери Таун», проведя на поле все 90 минут. 20 августа в матче с «Джиллингемом» Гибсон получил первую в карьере красную карточку. 1 ноября 2011 года «Плимут» продлил аренду Бена ещё на три месяца, однако через месяц сделка была досрочно разорвана и защитник вернулся обратно в «Боро».
9 февраля 2012 года Гибсон до конца сезона отправился в аренду в клуб Конференции «Йорк Сити». 12 мая Бен стал обладателем FA Trophy в составе «Йорка», одолевшего в финальной встрече на стадионе Уэмбли «Ньюпорт Каунти» 2:0. 20 мая юный защитник выиграл свой второй трофей на клубном уровне — в финале плей-офф Конференции, снова на Уэмбли, «Йорк» переиграл «Лутон Таун» (2:1).
14 августа 2012 года Бен на правах аренды перебрался в клуб Лиги Один «Транмир Роверс» и в тот же день дебютировал за свою новую команду в победном матче Кубка Лиги против «Честерфилда» (2:1). Застолбив за собой позицию центрального защитника, Бен сыграл весомую роль в восхождении «Роверс» на лидирующие позиции в чемпионате. 1 декабря в игре Кубка Англии против «Честерфилда» Бен получил повреждение паховых связок и выбыл на полтора месяца, в результате чего был вынужден вернуться в «Мидлсбро». Тем не менее, уверенная игра защитника в Лиге не осталась без внимания руководства «Боро», и 18 декабря 2012 года Бен подписал с «речниками» новый 4-летний контракт.
14 марта 2013 года Бен Гибсон снова отправился в аренду в «Транмир Роверс». 24 марта в игре против «Стивениджа» Бен забил свой первый гол на профессиональном уровне, который в итоге оказался победным (3:1).
В сезоне 2013/14 защитник начал всё чаще появляться в основном составе «Боро». 1 октября 2013 года Гибсон открыл счёт своим голам за «речников», поразив ворота «Хаддерсфилд Таун» в ничейном поединке (1:1).

### «Бернли»
5 августа 2018 года Гибсон за 15 млн фунтов стерлингов перешёл в «Бернли». Личный контракт футболиста был заключён на четыре года. 16 августа дебютировал за «Бернли» в матче 3-го квалификационного раунда Лиги Европы против «Истанбул Башакшехира» (1:0).

## Карьера в сборной
В 2010 году Бен вместе с товарищами по молодёжной команде «Мидлсбро» Люком Уильямсом и Бруно Пилатушем стал чемпионом Европы среди юношей до 17 лет. В 2015 году в составе молодёжной сборной Англии принимал участие в молодёжном Чемпионате Европы.
24 марта 2017 года впервые был вызван в первую сборную Англии вместо получившего травму Криса Смоллинга. 26 марта Гибсон попал в заявку, но остался в числе запасных в домашнем матче отборочного турнира ЧМ-2018 против сборной Литвы (2:0).

## Достижения
- Победитель юношеского чемпионата Европы по футболу: 2010
- Победитель плей-офф Конференции: 2011/12
- Трофей Футбольной ассоциации: 2011/12
- Победитель Футбольной лиги Англии: 2015/16 (2-е место)

## Личная жизнь
Бен — родной племянник владельца «Мидлсбро» Стива Гибсона.